# Малх (Новий Заповіт)

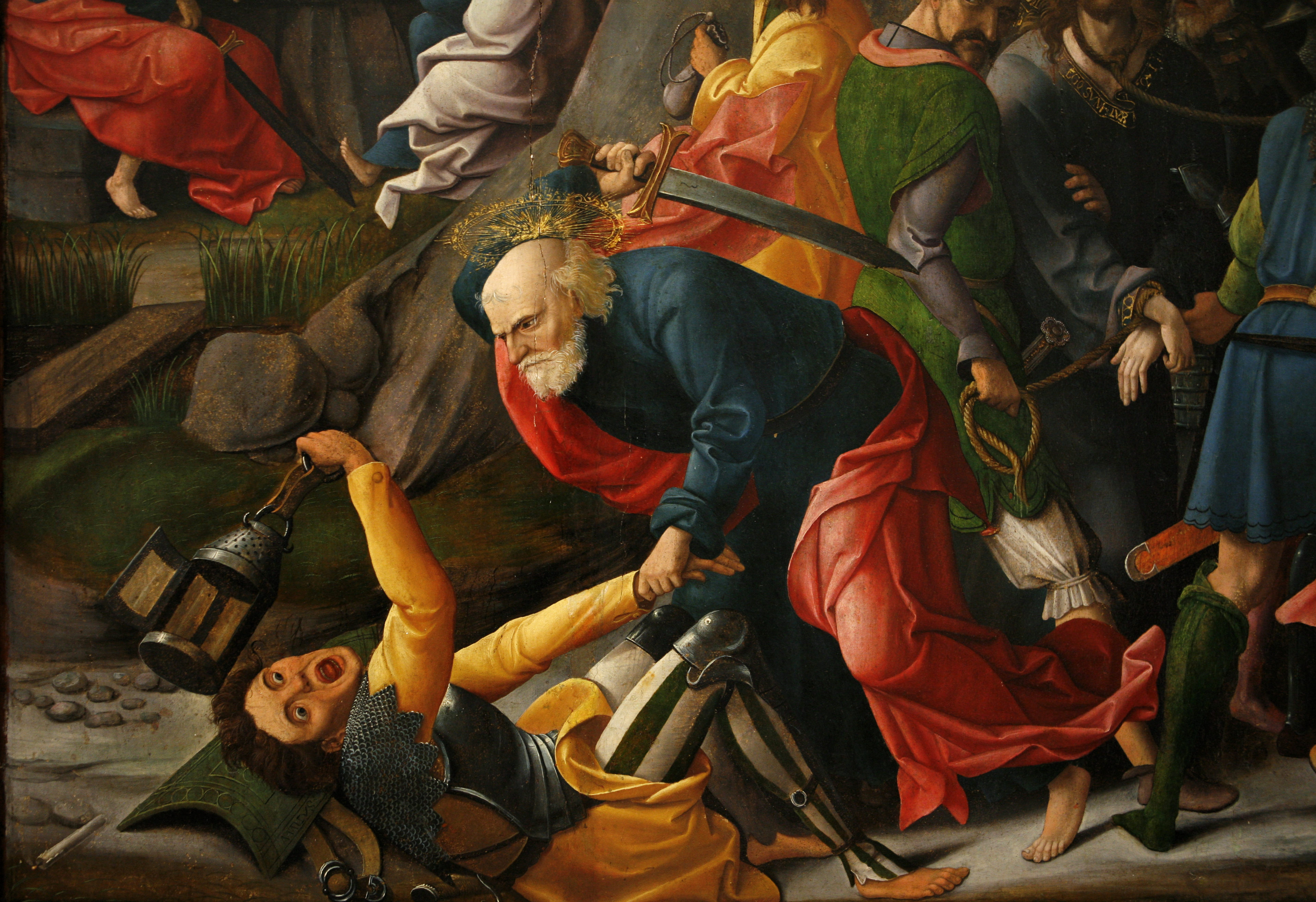
Петро відрубує вухо Малху (бл. 1520) Діжонський музей образотворчого мистецтва.

Малх ( із семітського Малак — царювати) — згаданий у Новому Заповіті чоловік, який брав участь у арешті Ісуса Христа у Гетсиманському саді.

## Опис у Біблії
Малх був слугою у Каяфи — первосвященика Ізраїля. За Євангеліями він був серед солдатів та слуг Синедріону, що були послані з Юдою Іскаріотським у Гетсиманський сад для арешту Ісуса Христа. Під час арешту апостол Петро, що супроводжував Його разом із Іваном та Яковом, став боронити Ісуса, витягнув меча і відрубав Малху праве вухо. Проте Ісус зупинив своїх захисників, доторкнувся до вуха і зцілив його. Євангелія коротко описують цей сюжет, та ім'я слуги згадує лише Апостол Іван у Євангелії від Івана, доповнюючи інших також і тим, що Малх мав родичів, які також служили при дворі первосвященика:
| Євангеліє           | Текст |
| ------------------- | --- |
| Євангеліє від Матея | Аж тут один із тих, що були з Ісусом, простягнув руку, вихопив свого меча й, ударивши. слугу первосвященика, відтяв йому вухо. Тоді Ісус сказав до нього: «Вклади твій меч назад до піхви: всі бо, що за меч беруться, від меча загинуть. Чи гадаєш, що я не міг би попросити Отця мого, і він зараз же не дав би мені більш як дванадцять легіонів ангелів? Як же то збулися б Писання, що воно так мусить статися?» |
| Євангеліє від Марка | Один же з тих, що там були, витяг меч, вдарив слугу первосвященика й відтяв йому вухо. |
| Євангеліє від Луки  | Побачивши, до чого доходить, сказали ті, що були з Ісусом: «Господи, чи не вдарити нам мечем?» І вдарив один із них слугу первосвященика й відтяв йому праве вухо. Ісус озвався: «Лишіть но!» І доторкнувшися до вуха, він зцілив його. |
| Євангеліє від Івана | Тоді Симон Петро, який мав меч при собі, добув його і, вдаривши первосвященикового слугу, відрубав йому праве вухо. Малхом звали того слугу. Але Ісус озвався до Петра: «Сховай меч у піхву! Чашу, яку дав мені Отець, — чи не мав би я її пити?» |

## У мистецтві
У фільмі Мела Гібсона Страсті Христові, Малха зіграв актор Роберто Бестаццоні, та зображена сцена зцілення Малха.